# Ацмаут
Ацмаут (ивр. עצמאות‎ — «независимость») — израильская политическая партия. Партия Ацмаут была создана 17 января 2011 года, лидером и создателем партии является бывший глава партии Авода — Эхуд Барак. По утверждениям Барака, партия имеет сионистскую, либеральную и социал-демократичную направленность. Чтобы не тратить месяцы на бюрократическую процедуру регистрации, Эхуд Барак провёл переговоры о передаче ему Авигдором Кахалани зарегистрированной партии «Третий путь».

## Деятельность в правительстве
На следующий день после создания партии четверо из пяти членов парламента, перешедших в Ацмаут из Аводы, получили министерские посты. Эхуд Барак остался министром обороны, Матан Вильнаи получил должность министра по защите тыла, Орит Нокед получила должность министра сельского хозяйства, Шалом Симхон занял пост министра торговли промышленности и занятости Израиля.

## Депутаты Кнессета
Фракция Ацмаут имела 5 мандатов в Кнессете 18-го созыва:
- Эхуд Барак
- Шакиб Шанан
- Эйнат Вильф
- Орит Нокед
- Шалом Симхон

Перед выборами в кнессет 19-го созыва партия объявила об отказе от участия в выборах.